# Gare d’Ailly-sur-Noye
Gare d’Ailly-sur-Noye – stacja kolejowa w Ailly-sur-Noye, w departamencie Somma, w regionie Hauts-de-France, we Francji.
Jest stacją Société nationale des chemins de fer français (SNCF), obsługiwaną przez pociągi TER Picardie.

## Położenie
Znajduje się na wysokości 66 m n.p.m., na km 111,073 linii Paryż – Lille, pomiędzy stacjami La Faloise i Dommartin - Remiencourt.

## Historia
Stacja została otwarta 20 czerwca 1846 przez Compagnie du chemin de fer du Nord.

## Usługi
Jest obsługiwana przez pociągi TER Picardie linii 22 Paryż-Amiens.